# St. Michael (Holheim)

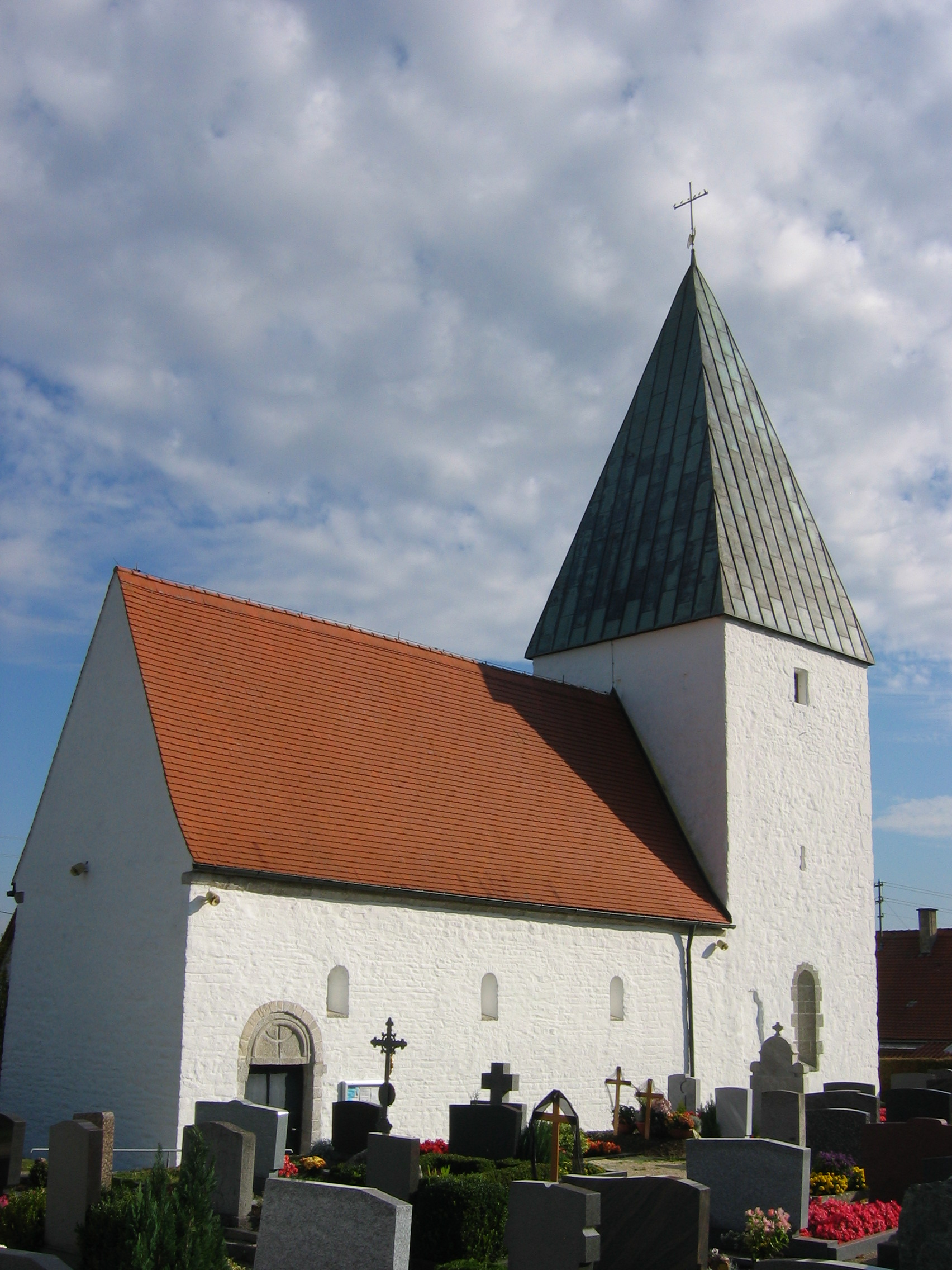
Kirche St. Michael in Holheim

St. Michael ist eine katholische Filialkirche im Nördlinger Stadtteil Holheim. Sie prägt das Dorfbild, steht auf einem Felsensporn, ist romanisch im Langhaus und frühgotisch im Chor und Chorturm. Sie war das Zentrum eines umfangreichen, mehrtürmigen und über ein weites Gelände gezogenen Verteidigungssystems der alten Königsgüter im Ries.

## Entstehungsgeschichte
Vermutlich auf den Resten einer Holzkirche erbaut – Holheim wird schon im 9. Jahrhundert genannt – wurde sie in einem befestigten Friedhof Ende des 12. Jahrhunderts neu erbaut mit Langhaus und kleiner Apsis, die am Beginn des heutigen gotischen Chores endete.
Der gotische Chor mit Turm wurde um 1400 angefügt. Die alte und feuchte Sakristei wich in den 1960er Jahren einem trockenen und wesentlich größeren Raum.
1871 sollte die Holheimer Kirche abgebrochen und im Stil des neugotischen Historismus neu gebaut werden. Doch es blieb bei einer Umgestaltung der alten Kirche: ein neuer Altar in Neugotik, ein übergroßes Chorsüdfenster, eine vergrößerte Eingangstüre und der Einbau einer Empore waren hierbei die wichtigsten Veränderungen.
Bei der Restaurierung der Kirche in den Jahren 1973 bis 1975 erhielt der Raum wieder sein ursprüngliches romanisch-gotisches Gesicht, Eingangstüre und Fenster ihre ursprüngliche Form und die Empore wurde wieder entfernt.